# Serie A1 i volleyboll 2019–2020
Serie A1 2019-2020 utspelade sig mellan 12 oktober 2019 och 7 mars 2020 i Italien. I turneringen deltog 14 lag. På grund av COVID-19-pandemin avbröts serien utan att något lag utsågs till segrare.

## Regelverk

### Format
Om serien inte hade avbrutits hade följande gällt:
- Lagen spelar ett seriespel ("Regular Season") där alla möter alla både hemma och borta, vilket med 14 lag resulterar i 26 omgångar:
- De första tolv i serien skulle gå vidare till mästerskapsslutspelet, där de fyra första i serien går direkt till  kvartsfinal medan övriga börjar med att spela åttondelsfinal
- Åttondelsfinalerna skulle bestå av hemma- och bortamatcher och golden set vid lika matchpoäng efter de två matcherna.
- Kvartsfinaler och semifinaler, skulle spelats till bäst av tre matcher, och finalen skulle spela i bäst av fem matcher
- De två sista lagen i serien skulle ha flyttats ner till serie A2[2].

På grund av spridningen av COVID-19, avbröts mästerskapet den 8 mars 2020 och den 8 april 2020 beslutade FIPAV att avsluta mästerskapet utan att utse någon segrare eller att något lag flyttades ner.

### Rankningskriterier
Om slutresultatet blev 3-0 eller 3-1 tilldelades 3 poäng till det vinnande laget och 0 till det förlorande laget, om slutresultatet blev 3-2 tilldelades 2 poäng till det vinnande laget och 1 till det förlorande laget. 
Rankningsordningen definierades utifrån:
- Poäng
- Antal vunna matcher
- Kvot vunna / förlorade set
- Kvot vunna / förlorade poäng.

## Deltagande lag
Fjorton lag deltog i serien. Uppflyttade från  Serie A2 var Wealth Planet Perugia Volley, som vann seriespelet ("Regular season"), och VolAlto 2.0 Caserta, som vann uppflyttningsslutspelet; Chieri '76 volleyboll fick spela kvar i serien trots en nedflyttningsplats förra året ("fiskades upp") för att nå 14 deltagande lag (året före deltog bara 13 lag)..
| Klubb                                        | Stad                        | Hemmaplats             | Föregående säsong                                                                     |
| -------------------------------------------- | --------------------------- | ---------------------- | ------------------------------------------------------------------------------------- |
| AGIL Volley                                  | Novara                      | PalaTerdoppio          | 2:a i Serie A1; final i slutspelet                                                    |
| Volley Bergamo                               | Bergamo                     | Palazzetto dello sport | 9:a i Serie A1                                                                        |
| Volleyball Casalmaggiore                     | Casalmaggiore               | PalaRadi               | 6:a i Serie A1; kvartsfinal i slutspelet                                              |
| Chieri '76 Volleyball                        | Chieri                      | PalaMaddalene          | 12:a i Serie A1                                                                       |
| Cuneo Granda Volley                          | Cuneo                       | PalaCastagnaretta      | 8:a i Serie A1; kvartsfinal i slutspelet                                              |
| Polisportiva Filottrano Pallavolo            | Filottrano                  | PalaTriccoli           | 11:a i Serie A1; kvartsfinal i slutspelet                                             |
| Imoco Volley                                 | Conegliano                  | PalaVerde              | 1:a i Serie A1; italiensk mästare                                                     |
| Volley Millenium Brescia                     | Brescia                     | PalaGeorge             | 10:a i Serie A1                                                                       |
| Unione Sportiva Pro Victoria Pallavolo Monza | Monza                       | Palazzetto dello Sport | 4:a i Serie A1; semifinal i slutspelet                                                |
| Azzurra Volley San Casciano                  | San Casciano in Val di Pesa | Nelson Mandela Forum   | 7:a i Serie A1; kvartsfinal i slutspelet                                              |
| Pallavolo Scandicci Savino Del Bene          | Scandicci                   | Palazzetto dello Sport | 3:a i Serie A1; semifinal i slutspelet                                                |
| UYBA Volley                                  | Busto Arsizio               | PalaPiantanida         | 5:a i Serie A1; kvartsfinal i slutspelet                                              |
| VolAlto 2.0 Caserta                          | Caserta                     | PalaVignola            | 3:a i Serie A2 (grupp A); 6:a i uppflyttningsserien; vinnare i uppflyttningskvalet\|- |
| Wealth Planet Perugia Volley                 | Perugia                     | PalaEvangelisti        | 1:a i Serie A2 (grupp B); 1:a i uppflyttningsserien                                   |

## Turneringen

### Regular season

#### Resultat
| Första omgången |                                     |     |                                   |
|                 |                                     |     |                                   |
| 12-10           | Imoco - Pro Victoria Monza          | 3-0 | 25-19, 25-23, 25-20               |
| 13-10           | Casalmaggiore - Savino Del Bene     | 2-3 | 24-26, 25-22, 25-21, 30-32, 12-15 |
| 13-10           | San Casciano - UYBA                 | 3-2 | 25-21, 18-25, 20-25, 25-15, 15-11 |
| 13-10           | Chieri '76 - Wealth Planet Perugia  | 3-1 | 25-23, 25-19, 22-25, 25-15        |
| 13-10           | Bergamo - Filottrano                | 3-0 | 25-23, 25-22, 27-25               |
| 13-10           | Millenium Brescia - VolAlto Caserta | 3-1 | 25-21, 26-28, 26-24, 25-17        |
| 13-10           | Cuneo Granda - AGIL                 | 1-3 | 25-23, 23-25, 17-25, 22-25        |

| Tvåa giornata |                                       |     |                                   |
|               |                                       |     |                                   |
| 20-10         | AGIL - Millenium Brescia              | 2-3 | 22-25, 25-22, 23-25, 30-28, 13-15 |
| 19-10         | Savino Del Bene - Cuneo Granda        | 1-3 | 15-25, 22-25, 25-13, 22-25        |
| 20-10         | Pro Victoria Monza - Bergamo          | 3-1 | 27-29, 25-12, 25-16, 25-23        |
| 20-10         | UYBA - Chieri '76                     | 3-0 | 25-15, 25-19, 25-19               |
| 20-10         | Filottrano - Imoco                    | 0-3 | 11-25, 23-25, 23-25               |
| 20-10         | Wealth Planet Perugia - Casalmaggiore | 1-3 | 22-25, 25-22, 21-25, 17-25        |
| 20-10         | VolAlto Caserta - San Casciano        | 1-3 | 25-18, 25-27, 21-25, 22-25        |

| Trea giornata |                                      |     |                                   |
|               |                                      |     |                                   |
| 27-10         | Imoco - Casalmaggiore                | 3-0 | 25-21, 25-16, 25-18               |
| 26-10         | Filottrano - AGIL                    | 0-3 | 24-26, 18-25, 19-25               |
| 27-10         | UYBA - Millenium Brescia             | 3-1 | 28-30, 25-21, 25-18, 25-16        |
| 26-10         | San Casciano - Wealth Planet Perugia | 3-0 | 28-26, 25-23, 25-22               |
| 27-10         | Chieri '76 - VolAlto Caserta         | 3-1 | 25-23, 22-25, 25-21, 25-13        |
| 27-10         | Bergamo - Savino Del Bene            | 2-3 | 25-16, 26-28, 25-23, 23-25, 11-15 |
| 27-10         | Cuneo Granda - Pro Victoria Monza    | 3-1 | 25-21, 19-25, 25-15, 25-16        |

| Fjärde omgången |                                      |     |                                   |
|                 |                                      |     |                                   |
| 30-10           | AGIL - UYBA                          | 3-1 | 28-26, 31-29, 23-25, 25-22        |
| 31-10           | Pro Victoria Monza - Savino Del Bene | 2-3 | 25-21, 25-23, 20-25, 14-25, 12-15 |
| 31-10           | Casalmaggiore - Bergamo              | 3-2 | 25-17, 25-22, 24-26, 20-25, 15-13 |
| 31-10           | Chieri '76 - San Casciano            | 0-3 | 21-25, 23-25, 22-25               |
| 31-10           | Millenium Brescia - Cuneo Granda     | 3-0 | 25-18, 27-25, 25-23               |
| 31-10           | Wealth Planet Perugia - Filottrano   | 2-3 | 26-24, 25-21, 13-25, 23-25, 13-15 |
| 31-10           | VolAlto Caserta - Imoco              | 2-3 | 22-25, 25-21, 18-25, 25-21, 13-15 |

| Femte omgången |                                      |     |                                   |
|                |                                      |     |                                   |
| 04-11          | Imoco - Bergamo                      | 3-0 | 25-21, 29-27, 25-16               |
| 03-11          | Savino Del Bene - AGIL               | 2-3 | 19-25, 25-20, 25-22, 20-25, 16-18 |
| 03-11          | San Casciano - Millenium Brescia     | 0-3 | 23-25, 22-25, 20-25               |
| 03-11          | Filottrano - Casalmaggiore           | 0-3 | 23-25, 18-25, 25-27               |
| 07-11          | Wealth Planet Perugia - UYBA         | 1-3 | 18-25, 17-25, 25-18, 13-25        |
| 03-11          | VolAlto Caserta - Pro Victoria Monza | 3-0 | 26-24, 25-22, 25-18               |
| 02-11          | Cuneo Granda - Chieri '76            | 1-3 | 25-23, 12-25, 23-25, 23-25        |

| Sjätte omgången |                                   |     |                                   |
|                 |                                   |     |                                   |
| 09-11           | AGIL - Imoco                      | 1-3 | 21-25, 25-23, 23-25, 18-25        |
| 09-11           | Pro Victoria Monza - Filottrano   | 3-0 | 25-21, 25-18, 25-23               |
| 10-11           | UYBA - VolAlto Caserta            | 3-1 | 23-25, 25-23, 25-19, 25-18        |
| 10-11           | San Casciano - Cuneo Granda       | 3-1 | 25-27, 25-14, 25-18, 25-18        |
| 10-11           | Chieri '76 - Savino Del Bene      | 2-3 | 25-15, 19-25, 23-25, 25-20, 9-15  |
| 10-11           | Bergamo - Wealth Planet Perugia   | 3-2 | 19-25, 22-25, 25-18, 25-22, 15-10 |
| 09-11           | Millenium Brescia - Casalmaggiore | 1-3 | 27-25, 20-25, 19-25, 24-26        |

| Sjunde omgången |                                           |     |                                   |
|                 |                                           |     |                                   |
| 12-11           | VolAlto Caserta - AGIL                    | 1-3 | 21-25, 25-20, 22-25, 21-25        |
| 17-11           | Savino Del Bene - San Casciano            | 3-0 | 25-18, 25-17, 25-20               |
| 17-11           | Casalmaggiore - Pro Victoria Monza        | 2-3 | 26-28, 25-20, 22-25, 27-25, 10-15 |
| 17-11           | Bergamo - UYBA                            | 1-3 | 25-21, 22-25, 23-25, 18-25        |
| 17-11           | Filottrano - Chieri '76                   | 3-1 | 25-21, 25-22, 23-25, 25-23        |
| 16-11           | Wealth Planet Perugia - Millenium Brescia | 3-0 | 25-22, 25-22, 25-23               |
| 12-11           | Cuneo Granda - Imoco                      | 0-3 | 23-25, 14-25, 20-25               |

| Åttonde omgången |                                         |     |                            |
|                  |                                         |     |                            |
| 24-11            | Imoco - Savino Del Bene                 | 3-0 | 25-23, 25-10, 25-15        |
| 24-11            | AGIL - Pro Victoria Monza               | 1-3 | 22-25, 25-22, 16-25, 21-25 |
| 23-11            | UYBA - Cuneo Granda                     | 3-0 | 25-19, 25-12, 25-18        |
| 24-11            | San Casciano - Bergamo                  | 3-1 | 25-18, 28-26, 22-25, 25-16 |
| 20-11            | Chieri '76 - Casalmaggiore              | 0-3 | 21-25, 20-25, 15-25        |
| 24-11            | Millenium Brescia - Filottrano          | 1-3 | 25-23, 21-25, 16-25, 22-25 |
| 24-11            | VolAlto Caserta - Wealth Planet Perugia | 3-0 | 25-16, 25-21, 25-20        |

| Nionde omgången |                                        |     |                                   |
|                 |                                        |     |                                   |
| 12-12           | AGIL - Chieri '76                      | 1-3 | 22-25, 25-19, 20-25, 23-25        |
| 01-12           | Savino Del Bene - UYBA                 | 2-3 | 25-20, 20-25, 25-20, 19-25, 12-15 |
| 01-12           | Pro Victoria Monza - Millenium Brescia | 3-1 | 25-27, 25-23, 25-17, 25-20        |
| 01-12           | Casalmaggiore - San Casciano           | 3-0 | 33-31, 25-19, 25-21               |
| 01-12           | Bergamo - Cuneo Granda                 | 3-1 | 25-20, 19-25, 25-23, 25-21        |
| 01-12           | Filottrano - VolAlto Caserta           | 3-1 | 25-22, 25-15, 24-26, 25-22        |
| 12-12           | Wealth Planet Perugia - Imoco          | 3-2 | 25-15, 23-25, 25-18, 17-25, 15-10 |

| Tionde omgången |                                         |     |                                   |
|                 |                                         |     |                                   |
| 08-12           | UYBA - Casalmaggiore                    | 3-0 | 25-22, 25-17, 34-32               |
| 23-10           | San Casciano - AGIL                     | 2-3 | 27-25, 25-23, 16-25, 18-25, 11-15 |
| 08-12           | Chieri '76 - Pro Victoria Monza         | 0-3 | 21-25, 24-26, 23-25               |
| 16-10           | Millenium Brescia - Imoco               | 0-3 | 17-25, 15-25, 14-25               |
| 08-12           | Wealth Planet Perugia - Savino Del Bene | 1-3 | 14-25, 25-20, 25-27, 13-25        |
| 08-12           | VolAlto Caserta - Bergamo               | 2-3 | 17-25, 22-25, 35-33, 26-24, 11-15 |
| 08-12           | Cuneo Granda - Filottrano               | 3-1 | 23-25, 25-22, 26-24, 25-17        |

| Elfte omgången |                                   |     |                            |
|                |                                   |     |                            |
| 15-12          | Imoco - Chieri '76                | 3-0 | 25-19, 25-16, 25-16        |
| 15-12          | AGIL - Wealth Planet Perugia      | 3-1 | 25-13, 20-25, 25-17, 25-19 |
| 15-12          | Savino Del Bene - VolAlto Caserta | 3-0 | 28-26, 25-23, 25-13        |
| 15-12          | Pro Victoria Monza - UYBA         | 1-3 | 24-26, 18-25, 28-26, 22-25 |
| 14-12          | Casalmaggiore - Cuneo Granda      | 3-0 | 25-23, 25-13, 25-16        |
| 14-12          | Bergamo - Millenium Brescia       | 3-1 | 21-25, 25-23, 25-17, 25-13 |
| 15-12          | Filottrano - San Casciano         | 3-0 | 25-22, 25-19, 25-17        |

| Tolfte omgången |                                           |     |                            |
|                 |                                           |     |                            |
| 21-12           | AGIL - Casalmaggiore                      | 3-0 | 25-22, 25-22, 25-19        |
| 22-12           | Savino Del Bene - Millenium Brescia       | 3-0 | 25-19, 25-21, 25-16        |
| 22-12           | UYBA - Filottrano                         | 3-0 | 27-25, 25-23, 25-20        |
| 22-12           | San Casciano - Imoco                      | 0-3 | 21-25, 16-25, 23-25        |
| 22-12           | Chieri '76 - Bergamo                      | 3-1 | 25-23, 18-25, 25-15, 25-20 |
| 22-12           | Wealth Planet Perugia - P. Victoria Monza | 0-3 | 18-25, 22-25, 20-25        |
| 22-12           | VolAlto Caserta - Cuneo Granda            | 1-3 | 17-25, 25-23, 25-27, 18-25 |

| Trettonde omgången |                                      |     |                                  |
|                    |                                      |     |                                  |
| 26-12              | Imoco - UYBA                         | 3-0 | 25-13, 25-12, 25-15              |
| 26-12              | Pro Victoria Monza - San Casciano    | 3-0 | 25-17, 25-21, 25-21              |
| 26-12              | Casalmaggiore - VolAlto Caserta      | 3-1 | 22-25, 26-24, 25-21, 25-14       |
| 26-12              | Bergamo - AGIL                       | 0-3 | 24-26, 16-25, 20-25              |
| 26-12              | Millenium Brescia - Chieri '76       | 3-2 | 12-25, 25-18, 24-26, 25-23, 15-9 |
| 26-12              | Filottrano - Savino Del Bene         | 0-3 | 18-25, 21-25, 17-25              |
| 26-12              | Cuneo Granda - Wealth Planet Perugia | 3-1 | 25-13, 14-25, 25-16, 25-13       |

| Fjortonde omgången |                                     |     |                                   |
|                    |                                     |     |                                   |
| 15-01              | Pro Victoria Monza - Imoco          | 0-3 | 22-25, 19-25, 22-25               |
| 15-01              | Savino Del Bene - Casalmaggiore     | 3-1 | 31-29, 25-22, 25-27, 25-23        |
| 15-01              | UYBA - San Casciano                 | 3-0 | 25-15, 25-21, 25-19               |
| 15-01              | Wealth Planet Perugia - Chieri '76  | 3-2 | 20-25, 25-22, 25-17, 17-25, 15-12 |
| 15-01              | Filottrano - Bergamo                | 0-3 | 13-25, 18-25, 15-25               |
| 15-01              | VolAlto Caserta - Millenium Brescia | 0-3 | 22-25, 8-25, 19-25                |
| 15-01              | AGIL - Cuneo Granda                 | 3-1 | 22-25, 25-18, 26-24, 25-23        |

| Femtonde omgången |                                       |     |                                   |
|                   |                                       |     |                                   |
| 18-01             | Millenium Brescia - AGIL              | 0-3 | 19-25, 22-25, 21-25               |
| 19-01             | Cuneo Granda - Savino Del Bene        | 3-2 | 25-17, 15-25, 20-25, 28-26, 15-13 |
| 19-01             | Bergamo - Pro Victoria Monza          | 3-2 | 25-23, 23-25, 19-25, 25-23, 15-11 |
| 19-01             | Chieri '76 - UYBA                     | 0-3 | 11-25, 23-25, 21-25               |
| 19-01             | Imoco - Filottrano                    | 3-1 | 25-23, 23-25, 25-22, 25-11        |
| 19-01             | Casalmaggiore - Wealth Planet Perugia | 3-1 | 25-17, 25-20, 17-25, 25-12        |
| 19-01             | San Casciano - VolAlto Caserta        | 3-0 | 25-9, 30-28, 25-17                |

| Sextonde omgången |                                      |     |                                   |
|                   |                                      |     |                                   |
| 25-01             | Casalmaggiore - Imoco                | 0-3 | 18-25, 23-25, 20-25               |
| 26-01             | AGIL - Filottrano                    | 3-0 | 25-21, 25-17, 25-13               |
| 26-01             | Millenium Brescia - UYBA             | 0-3 | 19-25, 19-25, 20-25               |
| 26-01             | Wealth Planet Perugia - San Casciano | 1-3 | 25-19, 19-25, 23-25, 17-25        |
| 26-01             | VolAlto Caserta - Chieri '76         | 0-3 | 16-25, 17-25, 10-25               |
| 26-01             | Savino Del Bene - Bergamo            | 3-0 | 25-16, 25-23, 25-13               |
| 26-01             | Pro Victoria Monza - Cuneo Granda    | 2-3 | 26-28, 22-25, 25-19, 25-21, 11-15 |

| Sjuttonde omgången |                                      |     |                                   |
|                    |                                      |     |                                   |
| 09-02              | UYBA - AGIL                          | 3-0 | 25-20, 28-26, 25-17               |
| 09-02              | Savino Del Bene - Pro Victoria Monza | 2-3 | 25-15, 21-25, 27-25, 23-25, 9-15  |
| 09-02              | Bergamo - Casalmaggiore              | 3-1 | 18-25, 28-26, 25-23, 25-21        |
| 09-02              | San Casciano - Chieri '76            | 1-3 | 22-25, 23-25, 25-21, 20-25        |
| 09-02              | Cuneo Granda - Millenium Brescia     | 2-3 | 25-15, 25-23, 24-26, 18-25, 10-15 |
| 08-02              | Filottrano - Wealth Planet Perugia   | 3-2 | 22-25, 18-25, 25-19, 25-13, 15-12 |
| 09-02              | Imoco - VolAlto Caserta              | 3-0 | 25-9, 25-15, 25-9                 |

| Artonde omgången |                                      |     |                                   |
|                  |                                      |     |                                   |
| 12-02            | Bergamo - Imoco                      | 0-3 | 21-25, 21-25, 23-25               |
| 12-02            | AGIL - Savino Del Bene               | 3-1 | 25-20, 25-16, 26-28, 25-13        |
| 12-02            | Millenium Brescia - San Casciano     | 3-1 | 25-16, 17-25, 26-24, 25-21        |
| 12-02            | Casalmaggiore - Filottrano           | 3-2 | 23-25, 25-14, 19-25, 25-12, 15-11 |
| 12-02            | UYBA - Wealth Planet Perugia         | 3-1 | 25-18, 25-18, 22-25, 25-17        |
| 12-02            | Pro Victoria Monza - VolAlto Caserta | 3-0 | 25-0, 25-0, 25-0                  |
| 12-02            | Chieri '76 - Cuneo Granda            | 3-1 | 22-25, 25-21, 25-23, 25-19        |

| Nittonde omgången |                                   |     |                                   |
|                   |                                   |     |                                   |
| 16-02             | Imoco - AGIL                      | 3-0 | 25-19, 25-17, 25-18               |
| 16-02             | Filottrano - Pro Victoria Monza   | 0-3 | 17-25, 20-25, 24-26               |
| 16-02             | VolAlto Caserta - UYBA            | 0-3 | 17-25, 9-25, 13-25                |
| 16-02             | Cuneo Granda - San Casciano       | 3-0 | 25-16, 25-18, 25-20               |
| 16-02             | Savino Del Bene - Chieri '76      | 3-1 | 25-19, 25-22, 23-25, 25-20        |
| 16-02             | Wealth Planet Perugia - Bergamo   | 3-2 | 25-17, 19-25, 25-22, 21-25, 15-11 |
| 16-02             | Casalmaggiore - Millenium Brescia | 3-1 | 25-22, 20-25, 25-16, 25-18        |

| Tjugonde omgången |                                           |     |                                   |
|                   |                                           |     |                                   |
| 06-03             | AGIL - VolAlto Caserta                    | 3-0 | 25-0, 25-0, 25-0                  |
| 23-02             | San Casciano - Savino Del Bene            | 1-3 | 21-25, 31-29, 16-25, 14-25        |
| 22-02             | Pro Victoria Monza - Casalmaggiore        | 3-2 | 20-25, 26-24, 25-20, 19-25, 15-11 |
| -                 | UYBA - Bergamo                            | -   | Ej genomförd                      |
| -                 | Chieri '76 - Filottrano                   | -   | Ej genomförd                      |
| -                 | Millenium Brescia - Wealth Planet Perugia | -   | Ej genomförd                      |
| -                 | Imoco - Cuneo Granda                      | -   | Ej genomförd                      |

| Tjugoförsta omgången |                                         |   |              |
|                      |                                         |   |              |
| -                    | Savino Del Bene - Imoco                 | - | Ej genomförd |
| -                    | Pro Victoria Monza - AGIL               | - | Ej genomförd |
| -                    | Cuneo Granda - UYBA                     | - | Ej genomförd |
| -                    | Bergamo - San Casciano                  | - | Ej genomförd |
| -                    | Casalmaggiore - Chieri '76              | - | Ej genomförd |
| -                    | Filottrano - Millenium Brescia          | - | Ej genomförd |
| -                    | Wealth Planet Perugia - VolAlto Caserta | - | Ej genomförd |

| Tjugoandra omgången |                                        |   |              |
|                     |                                        |   |              |
| -                   | Chieri '76 - AGIL                      | - | Ej genomförd |
| -                   | UYBA - Savino Del Bene                 | - | Ej genomförd |
| -                   | Millenium Brescia - Pro Victoria Monza | - | Ej genomförd |
| -                   | San Casciano - Casalmaggiore           | - | Ej genomförd |
| -                   | Cuneo Granda - Bergamo                 | - | Ej genomförd |
| -                   | VolAlto Caserta - Filottrano           | - | Ej genomförd |
| -                   | Imoco - Wealth Planet Perugia          | - | Ej genomförd |

| Tjugotredje omgången |                                         |     |                     |
|                      |                                         |     |                     |
| -                    | Casalmaggiore - UYBA                    | -   | Ej genomförd        |
| -                    | AGIL - San Casciano                     | -   | Ej genomförd        |
| -                    | Pro Victoria Monza - Chieri '76         | -   | Ej genomförd        |
| 07-03                | Imoco - Millenium Brescia               | 3-0 | 25-12, 25-17, 25-14 |
| -                    | Savino Del Bene - Wealth Planet Perugia | -   | Ej genomförd        |
| -                    | Bergamo - VolAlto Caserta               | -   | Ej genomförd        |
| -                    | Filottrano - Cuneo Granda               | -   | Ej genomförd        |

| Tjugofjärde omgången |                                   |   |              |
|                      |                                   |   |              |
| -                    | Chieri '76 - Imoco                | - | Ej genomförd |
| -                    | Wealth Planet Perugia - AGIL      | - | Ej genomförd |
| -                    | VolAlto Caserta - Savino Del Bene | - | Ej genomförd |
| -                    | UYBA - Pro Victoria Monza         | - | Ej genomförd |
| -                    | Cuneo Granda - Casalmaggiore      | - | Ej genomförd |
| -                    | Millenium Brescia - Bergamo       | - | Ej genomförd |
| -                    | San Casciano - Filottrano         | - | Ej genomförd |

| Tjugofemte omgången |                                        |   |              |
|                     |                                        |   |              |
| -                   | Casalmaggiore - AGIL                   | - | Ej genomförd |
| -                   | Millenium Brescia - Savino Del Bene    | - | Ej genomförd |
| -                   | Filottrano - UYBA                      | - | Ej genomförd |
| -                   | Imoco - San Casciano                   | - | Ej genomförd |
| -                   | Bergamo - Chieri '76                   | - | Ej genomförd |
| -                   | Pro Victoria Monza - W. Planet Perugia | - | Ej genomförd |
| -                   | Cuneo Granda - VolAlto Caserta         | - | Ej genomförd |

| Tjugosjätte omgången |                                      |   |              |
|                      |                                      |   |              |
| -                    | UYBA - Imoco                         | - | Ej genomförd |
| -                    | San Casciano - Pro Victoria Monza    | - | Ej genomförd |
| -                    | VolAlto Caserta - Casalmaggiore      | - | Ej genomförd |
| -                    | AGIL - Bergamo                       | - | Ej genomförd |
| -                    | Chieri '76 - Millenium Brescia       | - | Ej genomförd |
| -                    | Savino Del Bene - Filottrano         | - | Ej genomförd |
| -                    | Wealth Planet Perugia - Cuneo Granda | - | Ej genomförd |

#### Sluttabell
| Pos. | Lag                                          | Pt | G  | V  | P  | SV | SP | Ratio | PF    | PS    | Ratio |
| ---- | -------------------------------------------- | -- | -- | -- | -- | -- | -- | ----- | ----- | ----- | ----- |
| 1.   | Imoco Volley                                 | 57 | 20 | 19 | 1  | 59 | 7  | 8,428 | 1 600 | 1 235 | 1,295 |
| 2.   | UYBA Volley                                  | 48 | 19 | 16 | 3  | 51 | 17 | 3,000 | 1 622 | 1 398 | 1,160 |
| 3.   | AGIL Volley                                  | 41 | 20 | 14 | 6  | 47 | 28 | 1,678 | 1 760 | 1 575 | 1,117 |
| 4.   | Pallavolo Scandicci Savino Del Bene          | 39 | 20 | 13 | 7  | 49 | 33 | 1,484 | 1 841 | 1 737 | 1,059 |
| 5.   | Unione Sportiva Pro Victoria Pallavolo Monza | 36 | 20 | 12 | 8  | 44 | 33 | 1,333 | 1 744 | 1 627 | 1,071 |
| 6.   | Volleyball Casalmaggiore                     | 34 | 20 | 11 | 9  | 41 | 36 | 1,138 | 1 786 | 1 694 | 1,054 |
| 7.   | Chieri '76 Volleyball                        | 27 | 19 | 8  | 11 | 32 | 40 | 0,800 | 1 576 | 1 591 | 0,990 |
| 8.   | Volley Bergamo                               | 24 | 19 | 8  | 11 | 34 | 42 | 0,809 | 1 663 | 1 713 | 0,970 |
| 9.   | Azzurra Volley San Casciano                  | 24 | 20 | 8  | 12 | 29 | 42 | 0,690 | 1 557 | 1 641 | 0,948 |
| 10.  | Cuneo Granda Volley                          | 23 | 19 | 8  | 11 | 32 | 42 | 0,761 | 1 596 | 1 661 | 0,960 |
| 11.  | Volley Millenium Brescia                     | 21 | 20 | 8  | 12 | 30 | 44 | 0,681 | 1 579 | 1 715 | 0,920 |
| 12.  | Polisportiva Filottrano Pallavolo            | 17 | 19 | 6  | 13 | 22 | 46 | 0,478 | 1 439 | 1 574 | 0,914 |
| 13.  | Wealth Planet Perugia Volley                 | 12 | 19 | 4  | 15 | 27 | 51 | 0,529 | 1 563 | 1 761 | 0,887 |
| 14.  | VolAlto 2.0 Caserta (-3)                     | 5  | 20 | 2  | 18 | 18 | 54 | 0,333 | 1 338 | 1 742 | 0,768 |

VolAlto Caserta fick 3 straffpoäng

## Kvalificering för internationellt spel
| Lag                                          | Kvalificering            |
| -------------------------------------------- | ------------------------ |
| AGIL Volley                                  | Champions League 2020–21 |
| Imoco Volley                                 | Champions League 2020–21 |
| Pallavolo Scandicci Savino Del Bene          | Champions League 2020–21 |
| UYBA Volley                                  | Champions League 2020–21 |
| Unione Sportiva Pro Victoria Pallavolo Monza | CEV Cup 2020–21          |

## Statistik
| Vunna poäng | Vunna poäng           | Vunna poäng | Vunna poäng                       |
| Pos.        | Namn                  | Poäng       | Lag                               |
| ----------- | --------------------- | ----------- | --------------------------------- |
| 1           | Camilla Mingardi      | 405         | Volley Millenium Brescia          |
| 2           | Rosamaria Montibeller | 382         | Wealth Planet Perugia Volley      |
| 3           | Lise van Hecke        | 372         | Cuneo Granda Volley               |
| 4           | Malwina Smarzek       | 315         | Volley Bergamo                    |
| 5           | Elica Vasileva        | 305         | AGIL Volley                       |
| 6           | Kaja Grobelna         | 298         | Chieri '76 Volleyball             |
| 7           | Anna Nicoletti        | 285         | Polisportiva Filottrano Pallavolo |
| 8           | Britt Herbots         | 283         | UYBA Volley                       |
| 9           | Paola Egonu           | 276         | Imoco Volley                      |
| 10          | Caterina Bosetti      | 268         | Volleyball Casalmaggiore          |

| Vunna attacker | Vunna attacker        | Vunna attacker | Vunna attacker                               |
| Pos.           | Namn                  | Poäng          | Lag                                          |
| -------------- | --------------------- | -------------- | -------------------------------------------- |
| 1              | Camilla Mingardi      | 359            | Volley Millenium Brescia                     |
| 2              | Rosamaria Montibeller | 346            | Wealth Planet Perugia Volley                 |
| 3              | Lise van Hecke        | 340            | Cuneo Granda Volley                          |
| 4              | Elica Vasileva        | 273            | AGIL Volley                                  |
| 5              | Malwina Smarzek       | 270            | Volley Bergamo                               |
| 6              | Kaja Grobelna         | 261            | Chieri '76 Volleyball                        |
| 7              | Anna Nicoletti        | 253            | Polisportiva Filottrano Pallavolo            |
| 8              | Britt Herbots         | 248            | UYBA Volley                                  |
| 9              | Karsta Lowe           | 230            | UYBA Volley                                  |
| 10             | Serena Ortolani       | 226            | Unione Sportiva Pro Victoria Pallavolo Monza |

| Vunna block | Vunna block          | Vunna block | Vunna block                                  |
| Pos.        | Namn                 | Poäng       | Lag                                          |
| ----------- | -------------------- | ----------- | -------------------------------------------- |
| 1           | Anna Danesi          | 79          | Unione Sportiva Pro Victoria Pallavolo Monza |
| 2           | Mina Popović         | 59          | Volleyball Casalmaggiore                     |
| 3           | Rossella Olivotto    | 51          | Volley Bergamo                               |
| 3           | Jovana Stevanović    | 51          | Pallavolo Scandicci Savino Del Bene          |
| 5           | Cristina Chirichella | 49          | AGIL Volley                                  |
| 6           | Sarah Fahr           | 47          | Azzurra Volley San Casciano                  |
| 7           | Laura Melandri       | 43          | Volley Bergamo                               |
| 8           | Amber Rolfzen        | 41          | Chieri '76 Volleyball                        |
| 9           | Laura Heyrman        | 38          | Unione Sportiva Pro Victoria Pallavolo Monza |
| 10          | Caterina Bosetti     | 37          | Volleyball Casalmaggiore                     |
| 10          | Sonia Candi          | 37          | Cuneo Granda Volley                          |

| Serveess | Serveess           | Serveess | Serveess                                     |
| Pos.     | Namn               | Poäng    | Lag                                          |
| -------- | ------------------ | -------- | -------------------------------------------- |
| 1        | Micha Hancock      | 39       | AGIL Volley                                  |
| 2        | Paola Egonu        | 31       | Imoco Volley                                 |
| 3        | Athīna Papafōtiou  | 26       | Polisportiva Filottrano Pallavolo            |
| 4        | Camilla Mingardi   | 23       | Volley Millenium Brescia                     |
| 5        | Britt Herbots      | 22       | UYBA Volley                                  |
| 6        | Jessica Rivero     | 21       | Volley Millenium Brescia                     |
| 7        | Floortje Meijners  | 20       | Unione Sportiva Pro Victoria Pallavolo Monza |
| 8        | Magdalena Stysiak  | 19       | Pallavolo Scandicci Savino Del Bene          |
| 9        | Indre Sorokaite    | 18       | Imoco Volley                                 |
| 9        | Federica Squarcini | 18       | Unione Sportiva Pro Victoria Pallavolo Monza |
| 9        | Samantha Bricio    | 18       | Pallavolo Scandicci Savino Del Bene          |
| 9        | Sarah Fahr         | 18       | Azzurra Volley San Casciano                  |
| 9        | Lise van Hecke     | 18       | Cuneo Granda Volley                          |

| Perfekta mottagningar | Perfekta mottagningar | Perfekta mottagningar | Perfekta mottagningar                        |
| Pos.                  | Namn                  | Prf.                  | Lag                                          |
| --------------------- | --------------------- | --------------------- | -------------------------------------------- |
| 1                     | Ilaria Spirito        | 276                   | Volleyball Casalmaggiore                     |
| 2                     | Srna Marković         | 240                   | Cuneo Granda Volley                          |
| 3                     | Elena Pietrini        | 238                   | Pallavolo Scandicci Savino Del Bene          |
| 4                     | Stefania Sansonna     | 212                   | AGIL Volley                                  |
| 5                     | Caterina Bosetti      | 208                   | Volleyball Casalmaggiore                     |
| 5                     | Chiara de Bortoli     | 208                   | Chieri '76 Volleyball                        |
| 7                     | Regiane Bidias        | 207                   | Wealth Planet Perugia Volley                 |
| 8                     | Hanna Orthmann        | 205                   | Unione Sportiva Pro Victoria Pallavolo Monza |
| 9                     | Alessia Ghilardi      | 193                   | VolAlto 2.0 Caserta                          |
| 10                    | Laura Partenio        | 187                   | Polisportiva Filottrano Pallavolo            |